# Мар'ян Синаковський
Мар'ян Синаковський (фр. Maryan Synakowski, 14 березня 1936, Калонн-Рикуар — 25 січня 2021, Седан) — французький футболіст, що грав на позиції захисника. Найбільш відомий за виступами в клубі «Седан», а також національну збірну Франції. Дворазовий володар Кубка Франції, володар Суперкубка Франції.

## Клубна кар'єра
Мар'ян Синаковський народився у 1936 році в родині поляків. У дорослому футболі дебютував 1955 року виступами за команду «Седан», в якій грав до 1963 року, взявши участь у 241 матчі чемпіонату. У складі команди двічі став володарем Кубка Франції, та володарем Суперкубка Франції.
У 1963 році футболіст став гравцем клубу «Стад Франсе», в якому грав до 1965 року. З 1965 до 1967 року Синаковський грав у бельгійській команді «Уніон Сент-Жілуаз», після чого повернувся до Франції до клубу «Реймс», у якому грав до 1969 року. У 1969 році футболіст повернувся до клубу «Седан», у складі якого грав до 1971 року, після чого завершив виступи на футбольних полях.

## Виступи за збірну
У 1961 роц Мар'ян Синаковськийі дебютував у складі національної збірної Франції. У складі збірної грав до 1965 року, провів у її формі 13 матчів, у яких забитими м'ячами не відзначився. Помер Мар'ян Синаковський 25 січня 2021 року на 85-му році життя у місті Седан.

## Титули і досягнення
- Володар Кубка Франції (2):

«Седан-Торсі»: 1955–1956, 1960–1961
- Володар Суперкубка Франції (1):

«Седан-Торсі»: 1956